# Морис II де Краон
Мори́с II де Крао́н (фр. Maurice II de Craon; ок. 1132, Краон — 12 июля 1196) — поэт, французский феодал, сеньор Краона, наместник короля Генриха II Плантагенета в Анжу и Мэне, также владел несколькими поместьями в Англии.
Герой рыцарской поэмы неизвестного автора на немецком языке (нем. «Moriz von Craûn») — вероятно, составленной по французскому подлиннику предположительно XII века — повествует о реальном мире придворной жизни и любви в Средние века. Поэму о Краоне издал Haupt, в «Festgaben für Homeyer» Б., 1871. Подобный же сюжет был разработан в фаблио: «Le Revenant», Пьера Danfol’я.

## Биографические данные

### Брачный союз и дети
По возвращении из Святой Земли Морис взял в жёны дочь Галерана IV де Мёлана (фр. Galéran IV de Meulan) Изабель де Мёлан (фр. Isabelle de Meulan) — более известной как Изабель де Майенн (фр. Isabelle de Mayenne), вдовы от первого брака с Жоффруа III де Майенн (фр. Geoffroy III de Mayenne). Этот союз принес Морису II двойную политическую и экономическую поддержку со стороны лордов Мёлана и Майенна. От брака, заключенного около 1170 года с Изабель де Майенн, у Мориса II родилось четыре сына и три дочери:
- сын Рено (фр. Renaud) — наличие этого сына подтверждается документально, где говорится, что в 1180 году, — во времена Ламберта, аббата Ла-Роэ, — Морис II сделал пожертвование аббатству за упокой души Рено, сына своего, и пожертвование внёс Амори де Мелан — брат жены Изабель;[3]
- сын Морис III (фр. Maurice III) — заменил своего отца в 1196 году и до 1207 года был «сеньором де Краон»;
- сын Пьер (фр. Pierre) — церковный деятель;[4]
- сын Амори (фр. Amaury) — сменил своего брата Мориса III и стал лордом Краона с 1207 года по 12 мая 1226 года;
- дочь Авуаз (фр. Avoise) — жена Ги V де Лаваля (фр. Guy V de Laval);
- дочь Клеманс (фр. Clémence) — жена Пьера де ла Гарнаша (фр. Pierre de la Garnache);
- дочь Аньес (фр. Agnès) — [13] жена Тибо II де Матефелон (фр. Thibault II de Mathefelon).

Из завещания Мориса II известно, что сын Пьер был предназначен для церковной жизни, и Морис, сохраняя за собой права наследования, установил для него аннуитет в тысячу золотых солей, взимаемых за товары перевозимые через реку Луара в Шантосе, который был бы отменён, если бы сын не был рукоположен. Пьер принял сан и после смерти своего старшего брата Мориса III в 1207 году не стал сеньором Креана. Однако если церковное положение мешало Пьеру стать лордом Креана, это не мешало ему быть владельцем феодальных владений в Англии. После встреч с Пьером в качестве свидетеля четырёх французских актов в 1205 и 1207 годах, упоминания о нём можно найти только в Англии, где с 31 мая 1213 года он является объектом многочисленных проявлений королевской благосклонности. В мае 1215 года Пьер наследует феодальные владения в Англии, которыми ранее владел Морис II благодаря щедрости Генриха II. Последний приказ, сделанный в пользу Пьера Жаном Санс Терре, датируется 9 июня 1216 года. Пьер умер в 1216 году, что подтверждается пожертвованием в размере двадцати су за упокой его души и ренту, сделанные Клемансом де ла Гарнашем (фр. Clemence de la Garnache).
Рождение Клеманс последовало очень скоро после рождения её сестры Авуаз. К 1185 году она уже была замужем. В отличие от братьев и сестёр, имя Клеманс не упоминается в завещании отца; её существование было поставлено под сомнение и историками, которые не обнаружили упоминаний о ней в завещании, хотя в случае смерти Морис II поручил разделить свои феодальные владения передав Краон и Шателе Авуазе, Шантосе Пьеру де ла Гарнашу и феодальные владения в Англии Аньес.
Как и две сестры, Аньес вышла замуж после завещания отца в 1191 году. Она получила в качестве приданого два аннуитета: в Краоне и в Шантосе, и, должна была отказаться от них в случае смерти братьев и наследовании их феодальных владений в Англии после этого. Аньес была обручена с Тибо II де Матефелоном, что подтверждается его подарком аббату де Фонтен-Даниэлю для упокоения её души, который не датирован, но получен в 1204 году одобрением епископа Анжер, при этом, чтобы ратифицировать его Амори I ждал до 1216 года. У Аньес и Тибо не было сыновей, о чем свидетельствует хартия 241 Картулера де Краона, посредством которой в 1218 году Тибо одобрил подарок, сделанный в Шалоше его дочерью Исабель на смертном одре, который был ратифицирован другой его дочерью Эммой.
Господин де Бодар утверждает, что Морис II после своего первого путешествия в Святую Землю оставил своих четверых несовершеннолетних детей под опекой Изабель де Мёлан, однако этот факт полностью опровергается документальными свидетельствами архивных материалов.